# Laguna de las Ilusiones
A Laguna de las Ilusiones (spanyol nevének jelentése: az illúziók tava) a mexikói Villahermosa városának legnagyobb tava. Mind turisztikai, mind ökológiai szempontból jelentős értéket képvisel.

## Története
A tó korábban még több mint 500 hektáros volt, mára azonban területe körülbelül 220 hektárra csökkent. Rendbetétele, ökológiai célú „megmentése” 1986-tól kezdődött. Partjára sétányt, mellé pedig egy 50 méter magas kilátót (az úgynevezett Nido de Águilát („Sasfészek”)) építettek, és vízlevegőztetőket építettek hozzá. A partjára épült házakból azonban nagy mennyiségű szennyezés jutott a vízbe, ezért 1995-ben újabb akció kezdődött, amelynek során többek között természetvédelmi területté is nyilvánították: a védett rész a tónál egy kicsit nagyobb területet is magában foglal (összesen 259,27 hektár)

## Leírás
A Villahermosa északi részén található tó rendkívül szabálytalan alakú: partvonalát számos nyúlvány, öböl és félsziget teszi tagolttá. A partján virágzó Tabebuia rosea fák virágzásának idején a lehullott szirmok rózsaszín szőnyeggé változtatják a víztükör egy részét, de találhatók a parton macayo, ceiba és bellota fák is. Az állatvilág is gazdag ahhoz képest, hogy városi tóról van szó: hüllők és vízimadarak mellett emlősök (manátuszok, oposszumok) és természetesen halak (helyi elnevezésekkel például tenguayacák, pinták, castarricasok és paleták) élnek itt. A halfogyasztási célú horgászat tilos, de a sportcélú engedélyezett, igaz, csak horoggal.

## Képek

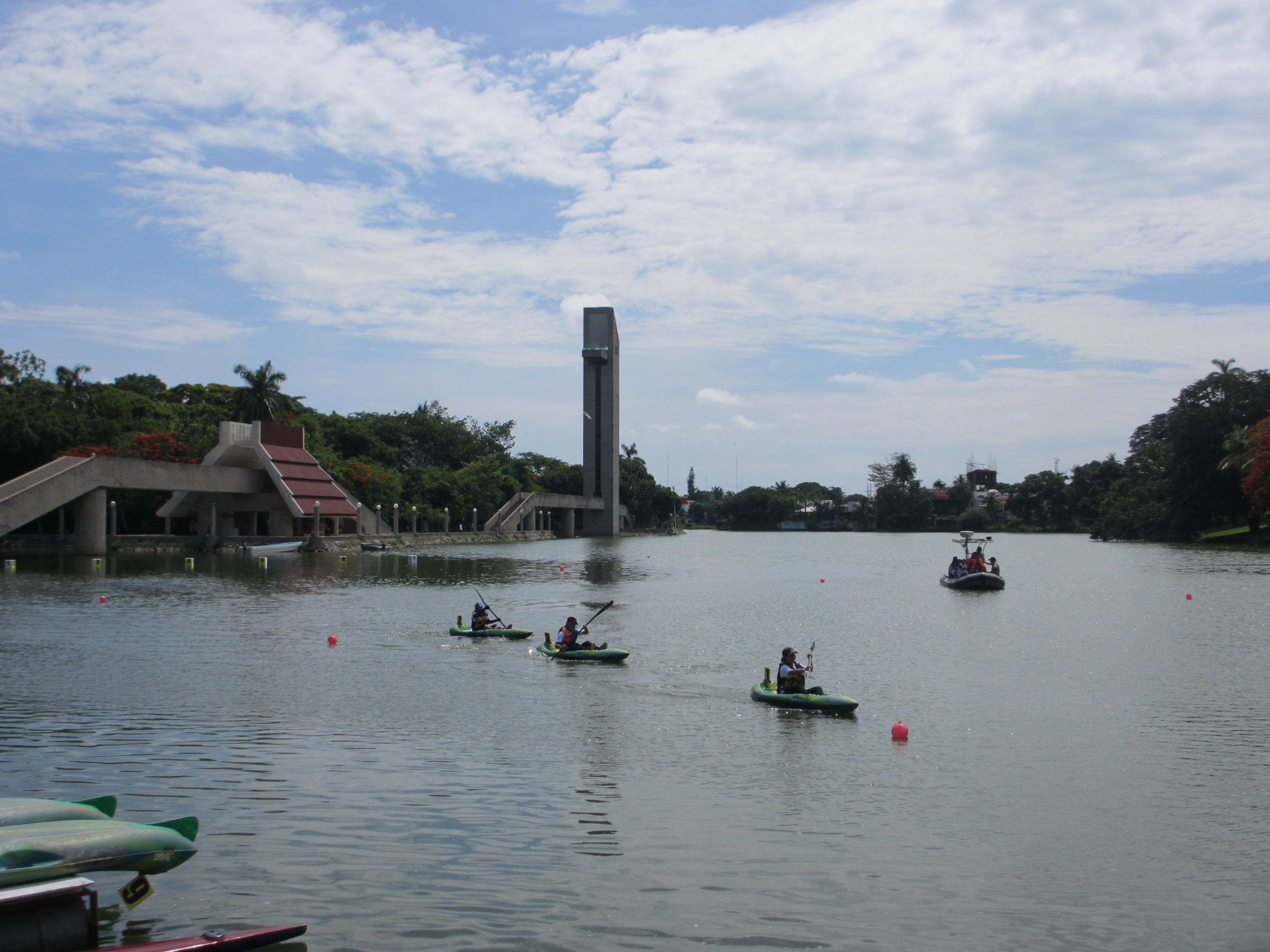
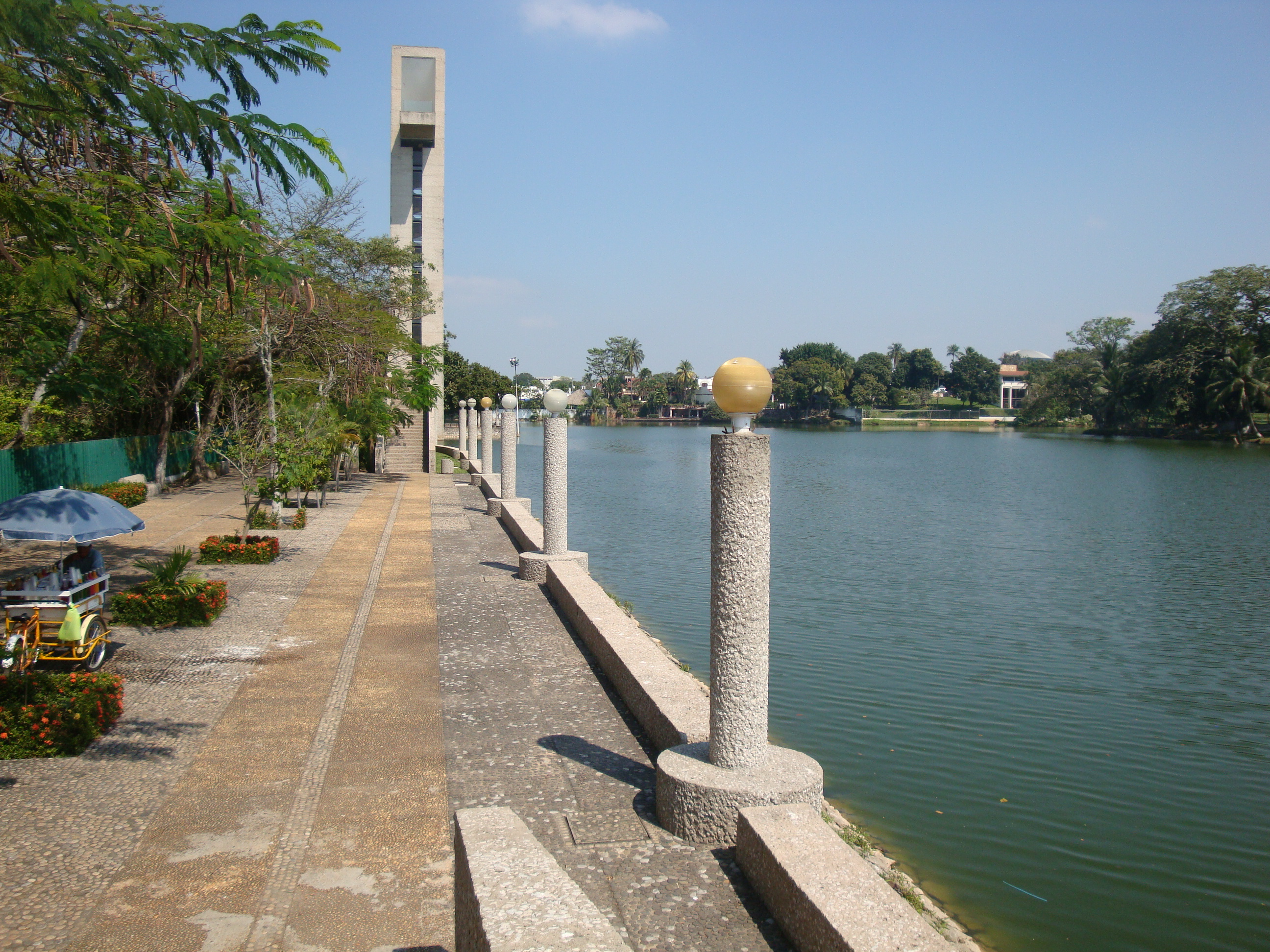
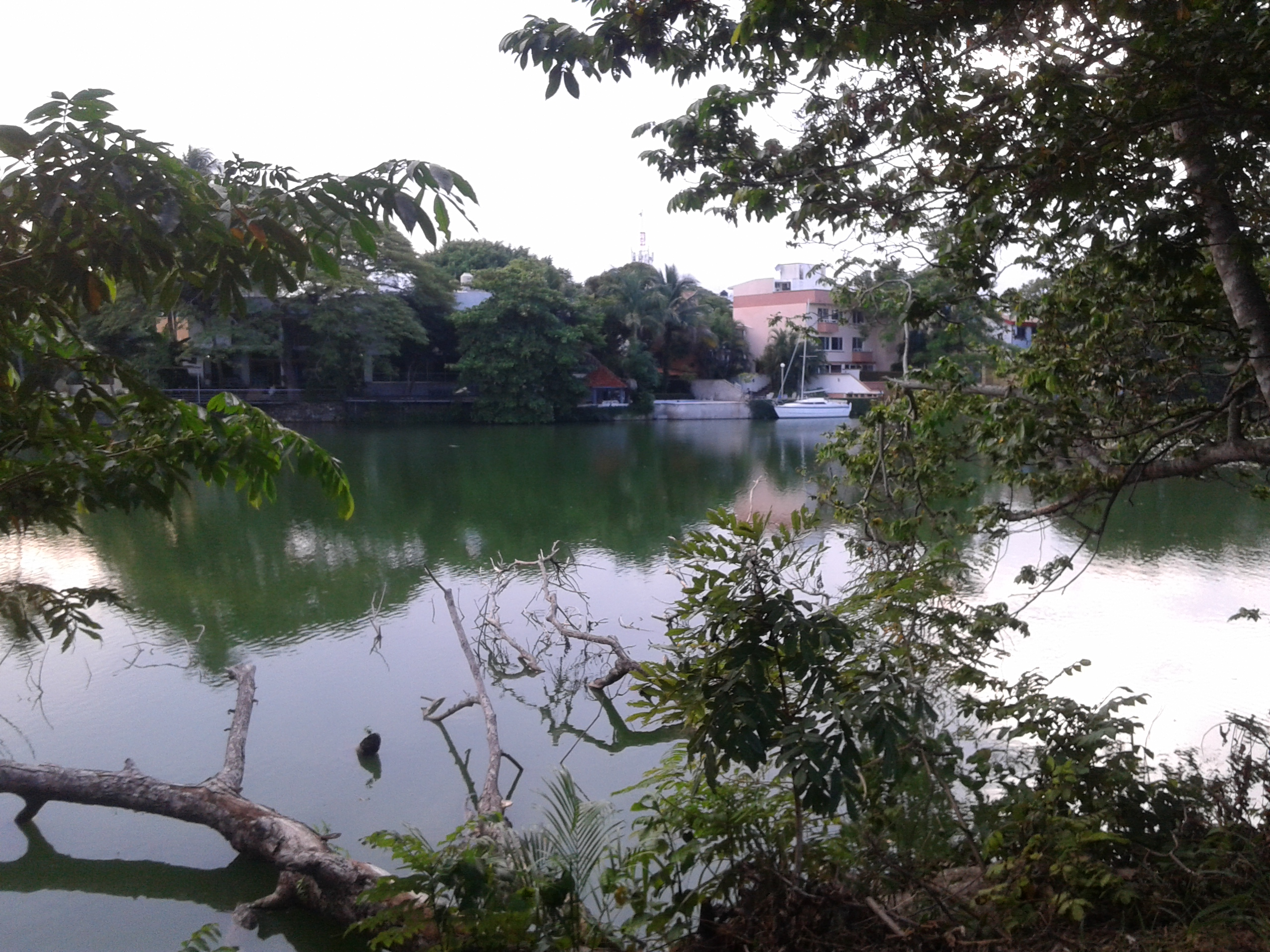
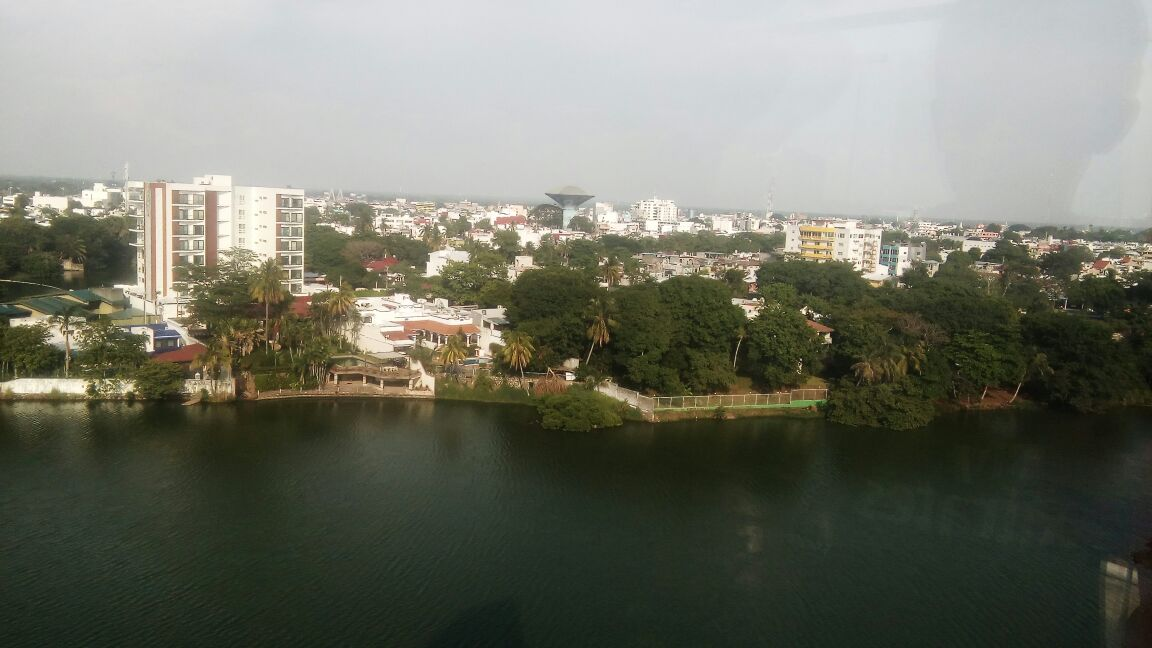
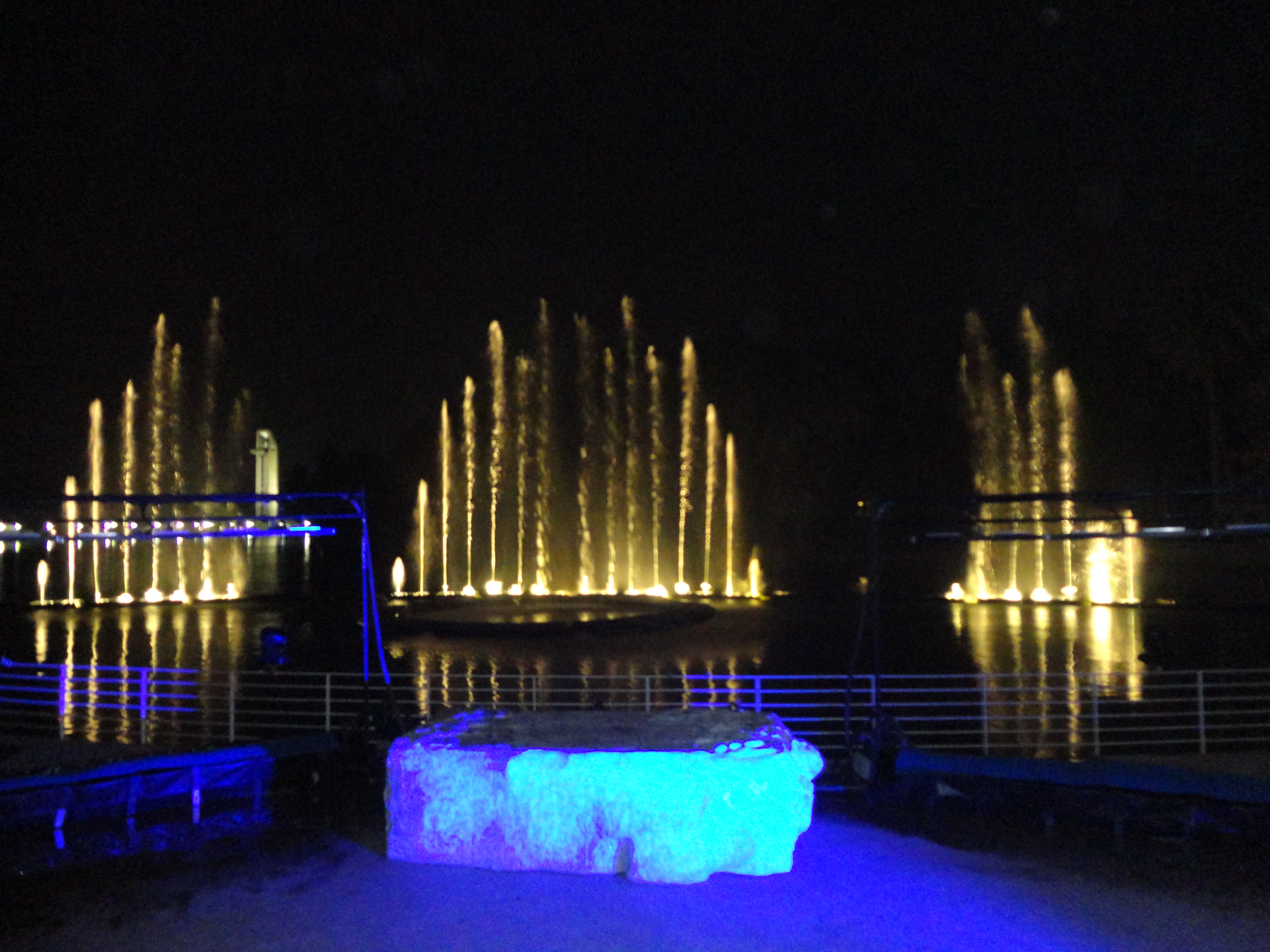